# هان چه آه
هان چه آه (کره‌ای: 한채아؛ زادهٔ ۲۴ مارس ۱۹۸۲) بازیگر اهل کره جنوبی است. او بیشتر به خاطر ایفای نقش در مجموعه‌های تلویزیونی قهرمان و ماسک عروس شناخته می‌شود.